# Hans Van Nuffel
Hans Van Nuffel (Mechelen, 1981) is een Vlaams filmregisseur.
Hans studeerde in 2005 af aan het Brusselse Royal Institute for Theatre, Cinema & Sound (RITCS) Met zijn afstudeerproject, de korte film Einde van de rit uit 2005, won hij de wildcard van het Vlaams Audiovisueel Fonds. Hij strikte onder meer Matthias Schoenaerts en Günther Lesage als acteurs. In 2007 won zijn korte film FAL een juryprijs van zowel het Internationaal Kortfilmfestival Leuven als het Festival des films du monde de Montréal. In 2009 volgde de korte film Nachtraven.
Zijn eerste langspeelfilm Adem naar eigen scenario won de Grand Prix des Amériques op het Festival des films du monde de Montréal en de European Discovery Award. De film handelt over Tom (Stef Aerts), een jongen met de erfelijke ziekte mucoviscidose, een ziekte waar Van Nuffel zelf aan lijdt.
Hij was coscenarist voor Plan Bart, en bedacht en schreef het computerspel Replaceable, dat momenteel nog steeds in volle productie is. Hans werkte ook een aantal jaar als  scenarist en creative producer voor het productiehuis Bravado Fiction en tussendoor als freelancer bij o.a. Caviar, Potemkino, Savage Film, De Mensen, A Private View, The Pack en recent nog voor Topkapi Films en De Wereldvrede. 
Door de beperkingen van zijn ziekte kon Hans lange tijd niet actief zijn als regisseur. Sinds hij in 2022 begon met de behandeling met Kaftrio, heeft hij echter de mogelijkheid gekregen om zijn regie-carrière nieuw leven in te blazen.